# Jidéhem
Jean De Mesmaeker (Brussel, 21 december 1935 – 30 april 2017) was een Belgisch striptekenaar die bekend is geworden onder het pseudoniem Jidéhem, naar de Franse uitspraak van zijn initialen. Hij was lange tijd de assistent en co-auteur van André Franquin.

## Levensloop
De Mesmaeker volgde een opleiding aan de kunstacademie Saint-Luc te Brussel. Zijn Ginger-verhalen verschenen vanaf 1954 in het stripweekblad Héroïc-Albums. Ginger is een politieserie in een semi-realistische tekenstijl, waarin Ginger een privédetective is en waarin De Mesmaeker al volop auto's tekent, wat later zijn handelsmerk zou worden. De reeks is geïnspireerd op Felix van Maurice Tillieux, naar wie De Mesmaeker opkeek.
Nadat het weekblad in 1956 was opgeheven, werkte hij op aanbeveling van Tillieux vanaf 1957 onder zijn pseudoniem Jidéhem bij Spirou, het stripblad van uitgeverij Dupuis. Uitgever Charles Dupuis vond Ginger te gewelddadig voor zijn blad en plaatste hem als assistent bij Franquin, die zelf ook van auto's hield en al bekend was met zijn werk. Franquin tekende niet graag technische zaken, waar hij Jidéhem dus voor kon gebruiken. Jidéhem werkte als coauteur onder andere mee aan Guust en tekende vanaf 1957 de achtergronden van Robbedoes en Kwabbernoot (Robbedoes en de sifon (1957), het verhaal met de telegeleide schoenen (1957), Boeven op de kermis (1958), De gevangene van Boeddha (1958-1959), De graaf is verstrooid (1959), Z van Zwendel (1959-1960), De Schaduw van Z (1960), Hommeles in Rommelgem (1967-1968) en het geïllustreerde verhaal De Robinsons van het spoor). Samen met Jean Roba en Marcel Denis maakte het duo onder de naam "Ley Kip" ("l'équipe", de ploeg) het stripverhaal L'Île au Boumpéryx (1959).
Franquin had de bedoeling om Guust aan Jidéhem over te laten, aangezien die nog geen eigen reeks had. Jidéhem tekende de decors, schreef scenario's en werkte de personages uit. Samen maakten ze de eerste gags, vooral die op oblongformaat, tot en met gag 445, toen Franquin de reeks zelf steeds meer in handen nam om die uiteindelijk alleen voort te zetten. Jidéhem, die zelf na verloop van tijd had aangegeven weinig voeling te hebben met het personage, had intussen zijn eigen reeks: Sophie. Guust verzekerde Jidéhem voor de rest van zijn leven van een stabiel inkomen.

### Starter en Sophie
Vanaf 1957 ontfermde Jidéhem zich over de reeks Starter. Aanvankelijk was dit een autorubriek in Spirou/Robbedoes, die in 1950 was begonnen door sportjournalist Jacques Wauters. Sinds 1956 werd hij voorzien van het gelijknamige personage door Franquin. Jidéhems eerste bijdrage was aflevering 999. Nadat Wauters de reeks in 1965 verliet, schreef Jidéhem ook het merendeel van de artikelen. De reeks liep tot 1978, zij het minder frequent op het einde, en ontwikkelde zich daarna met hulp van Yvan Delporte van een rubriek tot een stripreeks. Het personage Sophie uit deze reeks, dat aanvankelijk maar in één verhaal zou meedoen, groeide uit tot hoofdpersoon van de strip, waardoor de naam van de reeks in haar naam werd gewijzigd. Vicq was vanaf 1965 de scenarist. Begin jaren 60 had Jidéhem al het idee om een stripreeks rond een jonge vrouw te maken, maar toen hij zijn voorstel, met een duidelijke boezem, aan Charles Dupuis voorstelde, weigerde die prompt, onder het mom dat het tijdschrift er een voor jongens was en dat de censuur erover kon vallen. De Franse censuurcommissie zag streng toe op buitenlandse strips. Dupuis stond hem wel toe een jonger meisje te gebruiken als personage in Starter. Jidéhem noemde haar naar zijn eigen dochter, van wie de naam zelf verwees naar Sophie Desmarets. De familienaam Karamazout (Karapolie in het Nederlands) verwijst naar Dostojevski's verhaal De gebroeders Karamazov. Ondanks Dupuis' beperkingen werd Sophie het eerste meisje in een solohoofdrol in de Belgische strip.
In de jaren 80 ging het bergaf met de Franco-Belgische strip en Sophie werd omgevormd tot een realistischere avonturenstrip. Dit had te maken met Ginger, dat werd stopgezet (zie verder) en waarvan Jidéhem verhalen die hij bedacht voor die reeks omzette in verhalen voor Sophie, die aangepast werd voor die verhalen. In die stijl verschenen drie albums (1990-1995), waarna de reeks wegens gebrek aan succes werd stopgezet. Nadat het idee voor een nieuwe gagstrip, Zinzinc, afsprong, verliet Jidéhem Dupuis.

### Andere reeksen
Voor Bonux-Boy, een reeks miniverhalen die bij waspoeder Bonux werd aangeboden, tekende hij in 1960-1961 drie verhalen, eveneens met een rol voor auto's; oldtimers in dit geval. In 1966 verscheen een hertekende versie ervan in Spirou. Voor lijmmerk Uhu maakte hij samen met Yvan Delporte enkele verhalen met figuurtje Uhu-man. Starter werd meermaals gebruikt in reclames voor auto's. Sophie werd gebruikt voor plakband van Tesa en voor Kellogg's. Voor vrachtwagenfabrikant Berliet maakte hij met Geo Salmon het verhaal Mission BX 415
Jidéhem tekende samen met François Walthéry ook twee verhalen uit de Natasja-reeks (het tweeluik Opnamen voor Caltech en De raadselachtige gedaanten uit 1980-1981) en tekende decors voor twee verhalen van De Sliert van Jean Roba (De Sliert op zoek (1968) en De Sliert in de tegenaanval (1975). Voor Peyo verving hij in 1963 Will tijdelijk als decortekenaar voor het Steven Sterk-verhaal Mevrouw Adolphine. 
In 1976 hernam Ginger in Spirou/Robbedoes de oude verhalen. Vanaf 1979 verscheen er nieuw werk in de reeks. Nadat de redactie de reeks niet meer in het blad wilde, verhuisde Ginger naar zusterblad Télé Moustique. Dupuis gaf drie albums uit (1983-1985). Een nieuwe herlancering van de reeks, met een album in 2000 bij uitgeverij P&T Productions, werd geen succes. Hij ging toen met pensioen.
Jidéhem illustreerde voorts tussen 1979 en 1981 de rubriek 'Chronique de Décibel' van J.C. Pasquiez, die over elektronica ging en slechts sporadisch verscheen. In de jaren 90 nam zijn activiteit wat af. Zijn talent om auto's te tekenen kon hij nog kwijt in Auto-Journal, waarvoor hij van 1959 tot in 2005 - met een tussenpoos tot de jaren 90 - tekeningen maakte, en hij maakte van een aantal platte studentenliedjes een stripversie onder de noemer Chansons Cochonnes. In de laatste jaren van zijn leven maakte hij, ondanks gezondheidsproblemen, nog op bestelling illustraties.

## Trivia
Toen een nieuw personage voor Guust erg begon te lijken op de vader van De Mesmaeker, vroeg Jidéhem zijn vader toestemming diens naam te gebruiken. Zo ontstond het personage Meneer Demesmaeker.
- Biblioteca Nacional de España: XX980683
- Bibliothèque nationale de France: cb119088438 (data)
- Catàleg d'autoritats de noms i títols de Catalunya: 981058530027506706
- Gemeinsame Normdatei: 110195728
- International Standard Name Identifier: 0000 0001 2024 940X
- Library of Congress Control Number: n97087947
- Nationale Bibliotheek van Tsjechië: xx0014526
- Nationale Bibliotheek van Israël: 987007407764905171
- Nederlandse Thesaurus van Auteursnamen: 068963998
- RKD-Nederlands Instituut voor Kunstgeschiedenis: 42287
- LIBRIS: 191644
- Système universitaire de documentation: 026938456
- Virtual International Authority File: 44894180